# Jimmy Winston
Jimmy Winston (Londres, 20 de abril de 1945 – 26 de setembro de 2020) foi um tecladista britânico, mais conhecido como integrante do Small Faces. Deixou a banda no mesmo ano de sua entrada, 1965, tentando posteriormente carreira solo na música, ocasionalmente intercalada com participações como ator em peças teatrais e seriados televisivos.
Winston morreu em 26 de setembro de 2020, aos 75 anos.